# Список эпизодов телесериала «Портландия»
Список эпизодов американского комедийного сериала «Портландия». Режиссёр всех серий — Джонатан Крисел.
| Сезон | Сезон | Эпизоды | Оригинальная дата показа | Оригинальная дата показа |
| Сезон | Сезон | Эпизоды | Премьера сезона          | Финал сезона             |
| ----- | ----- | ------- | ------------------------ | ------------------------ |
|       | 1     | 6       | 21 января 2011           | 25 февраля 2011          |
|       | 2     | 10      | 6 января 2012            | 9 марта 2012             |
|       | 3     | 11      | 14 декабря 2012          | 1 марта 2013             |
|       | 4     | 10      | 27 февраля 2014          | 1 мая 2014               |
|       | 5     | 10      | 8 января 2015            | 12 марта 2015            |
|       | 6     | 10      | 21 января 2016           | 24 марта 2016            |
|       | 7     | 10      | 5 января 2017            | 9 марта 2017             |
|       | 8     | 10      | 18 января 2018           | 22 марта 2018            |

## Список серий

### Первый сезон (2011)
Сценарий ко всем сериям написали Фред Армисен, Кэрри Браунштейн, Джонатан Крисел и Эллисон Силверман. В США сезон вышел на DVD и Blu-ray 6 ноября 2011 года.
| № общий | № в сезоне | Название              | Приглашённые актёры                                                               | Дата премьеры   | Зрители в США (млн) |
| ------- | ---------- | --------------------- | --------------------------------------------------------------------------------- | --------------- | ------------------- |
| 1       | 1          | «Farm»                | Стив Бушеми, Джейсон Судейкис, Зак Пеннингтон                                     | 21 января 2011  | 0.26                |
| 2       | 2          | «A Song for Portland» | Кайл Маклахлен, Сэм Адамс, Обри Плаза                                             | 28 января 2011  | 0.18                |
| 3       | 3          | «Aimee»               | Эйми Манн, Сара Маклахлан                                                         | 4 февраля 2011  | 0.17                |
| 4       | 4          | «Mayor is Missing»    | Сэм Адамс, Джоанна Болм, Обри Плаза, Кумэйл Нанджиани, Эди Макклёрг, Дуайт Джейнс | 11 февраля 2011 | N/A                 |
| 5       | 5          | «Blunderbuss»         | Гас Ван Сент, Сельма Блэр, Дженни Конли, Колин Мелой, Джеймс Мерсер, Корин Такер  | 18 февраля 2011 | N/A                 |
| 6       | 6          | «Baseball»            | Хизер Грэм, Кролл, Ник, Энджел Буше, Джошуа Малина                                | 25 февраля 2011 | N/A                 |

### Второй сезон (2012)
Сценарий ко всем сериям написали Фред Армисен, Кэрри Браунштейн, Кэри Дорнетто и Джонатан Крисел (в десятой серии также Билл Оакли). В США сезон вышел на DVD и Blu-ray 25 ноября 2012 года.
| № общий | № в сезоне | Название                                | Приглашённые актёры                                                             | Дата премьеры   |
| ------- | ---------- | --------------------------------------- | ------------------------------------------------------------------------------- | --------------- |
| 1       | 7          | «Mixologist»                            | Энди Сэмберг, Эрен Макгихи                                                      | 6 января 2012   |
| 8       | 2          | «One Moore Episode»                     | Джеймс Кэллис, Джефф Голдблюм, Рональд Д. Мур, Джеймс Эдвард Олмос, Эдди Веддер | 13 января 2012  |
| 9       | 3          | «Cool Wedding»                          | Джек Макбрайер, Ребекка Коул, Шохре Агдашлу                                     | 20 января 2012  |
| 10      | 4          | «Grover»                                | TBA                                                                             | 27 января 2012  |
| 11      | 5          | «Cops Redesign»                         | Шон Хейс, Айзек Брок, Энни Кларк, Кайл Маклахлен                                | 3 февраля 2012  |
| 12      | 6          | «Cat Nap»                               | Миранда Джулай                                                                  | 10 февраля 2012 |
| 13      | 7          | «Motorcycle»                            | Робин Пекнолд, Эрен Макгихи, Джоанна Ньюсом                                     | 17 февраля 2012 |
| 14      | 8          | «Feminist Bookstore’s 10th Anniversary» | Энджел Буше, Сонни Хесс, Пенни Маршалл, Ламаркус Олдридж                        | 24 февраля 2012 |
| 15      | 9          | «No Olympics»                           | Грег Луганис, Джонни Марр, Брюс Кокберн                                         | 2 марта 2012    |
| 16      | 10         | «Brunch Village»                        | Эд Бегли-мл., Тим Роббинс, Энджел Буше, Стив Джонс                              | 9 марта 2012    |

### Третий сезон (2012-13)
Сценарий ко всем сериям написали Фред Армисен, Кэрри Браунштейн, Джонатан Крисел и Билл Оакли. В США сезон вышел на DVD и Blu-ray 9 июля 2013 года.
| № общий | № в сезоне | Название               | Приглашённые актёры                                                                   | Дата премьеры   |
| ------- | ---------- | ---------------------- | ------------------------------------------------------------------------------------- | --------------- |
| 17      | 1          | «Winter in Portlandia» | Бобби Мойнахан, Джим Гэффиган, Мэтт Лукас, Джек Уайт                                  | 14 декабря 2012 |
| 18      | 2          | «Take Back MTV»        | Курт Лодер, Табита Сорен, Мэтт Пинфилд                                                | 4 января 2013   |
| 19      | 3          | «Missionaries»         | Хлоя Севиньи, Джефф Голдблюм, Мартина Навратилова                                     | 4 января 2013   |
| 20      | 4          | «Nina’s Birthday»      | No Doubt, Кумэйл Нанджиани, Паттон Освальт, Хлоя Севиньи, Мария Тэйер                 | 11 января 2012  |
| 21      | 5          | «Squiggleman»          | Мэтт Берри, Джульетт Льюис, Энджел Буше, Хлоя Севиньи                                 | 18 января 2013  |
| 22      | 6          | «Off the Grid»         | Розанна Барр, Джей Маскис, Хлоя Севиньи, Джанет Уэйсс, Джордж Вендт, Dirty Projectors | 25 января 2013  |
| 23      | 7          | «The Temp»             | Хлоя Севиньи                                                                          | 1 февраля 2013  |
| 24      | 8          | «Soft Opening»         | Роуз Бирн, Джим Гэффиган, Мэтт Лукас, Хлоя Севиньи                                    | 8 февраля 2013  |
| 25      | 9          | «Alexandra»            | Хлоя Севиньи                                                                          | 15 февраля 2013 |
| 26      | 10         | «No-Fo-O-Fo-Bridge»    | Хлоя Севиньи                                                                          | 22 февраля 2013 |
| 27      | 11         | «Blackout»             | Хлоя Севиньи, Кумэйл Нанджиани, Билл Хейдер                                           | 1 марта 2013    |

### Четвёртый сезон (2014)
Сценарий ко всем сериям написали Фред Армисен, Кэрри Браунштейн, Джонатан Крисел, Кэри Дорнетто и Грэм Вагнер.
| № общий | № в сезоне | Название                | Приглашённые актёры                                                  | Дата премьеры   |
| ------- | ---------- | ----------------------- | -------------------------------------------------------------------- | --------------- |
| 28      | 1          | «Sharing Finances»      | Кирстен Данст, Ванесса Бэйер, Кумэйл Нанджиани, Тунде Адебимпе       | 27 февраля 2014 |
| 29      | 2          | «Ecoterrorists»         | Оливия Уайлд, Джей Фэро (голос)                                      | 6 марта 2014    |
| 30      | 3          | «Celery»                | Стив Бушеми, Джефф Голдблюм, Сайлас Уэйр Митчелл, Кумэйл Нанджиани   | 13 марта 2014   |
| 31      | 4          | «Pull-Out King»         | Джелло Биафра, Энни Кларк, Джефф Голдблюм, Дафф Маккаган, Марк Прокш | 20 марта 2014   |
| 32      | 5          | «Spyke Drives»          | Энни Кларк, Кумэйл Нанджиани, Кайл Маклахлен                         | 27 марта 2014   |
| 33      | 6          | «Bahama Knights»        | Майя Рудольф, Tuck & Patti, Джефф Туиди                              | 3 апреля 2014   |
| 34      | 7          | «Trailblazers»          | Гас Ван Сент, Пол Аллен, «Портленд Трэйл Блэйзерс»                   | 10 апреля 2014  |
| 35      | 8          | «Late in Life Drug Use» | Кайл Маклахлен, Дэн Сэвейдж, Джош Хомме                              | 17 апреля 2014  |
| 36      | 9          | «3D Printer»            | Эд Бегли-мл.                                                         | 24 апреля 2014  |
| 37      | 10         | «Getting Away»          | Джейсон Судейкис, Кей Ди Лэнг                                        | 1 мая 2014      |

## Специальные выпуски
| Название              | Приглашённые актёры | Дата премьеры   |
| --------------------- | ------------------- | --------------- |
| «The Brunch Special»  | TBA                 | 20 июля 2012    |
| «The Celery Incident» | TBA                 | 20 февраля 2014 |